# Trivulzio-madonna
De Trivulzio-madonna is een schilderij van Giovanni Bellini, dat hij waarschijnlijk tussen 1460 en 1465 maakte. Het maakt deel uit van de collectie van de Pinacotheek van het Castello Sforzesco in Milaan.

## Herkomst
Het schilderij is gesigneerd op het papiertje dat aan de balustrade hangt. Het dateert uit de jeugdperiode van de kunstenaar, toen hij nauwe banden onderhield met Andrea Mantegna, die met zijn zus Nicolosia getrouwd was. Van hem nam Bellini talloze stilistische ideeën over. Sommige kunsthistorici hebben twijfels geuit over het auteurschap van het paneel wegens de gedateerd aandoende plooien en aureolen. Een restauratie in 1999 bevestigde echter de authenticiteit van de handtekening. 
Het paneel maakte deel uit van de collectie van prins Luigi Alberico Trivulzio. In 1935 kwam het in handen van de stad Milaan. 

## Voorstelling
Maria, gekleed in een ongebruikelijke roze mantel, houdt haar zoon vast, die op een balustrade leunt. De zoom van haar jurk hangt over deze rand en steekt uit naar de toeschouwer. Moeder en zoon kijken elkaar niet aan, zoals gebruikelijk in dit type schilderijen, maar hun gebaren verraden de intimiteit tussen hen. Maria wil Jezus beschermen door een kweepeer af te pakken die hij met een hand vasthoudt. Deze vrucht is een variatie op de appel als symbool van de erfzonde. Met de andere hand rijkt Jezus naar de mantel van zijn moeder. De bedachtzame en melancholische blik van de Madonna lijkt erop te wijzen dat ze zich bewust is van het tragische lot dat haar zoon te wachten staat.
Sommige details, zoals de pseudo-Kufische versiering van de aureolen, verwijzen naar de smaak van Bellini’s vader Jacopo of zijn zwager Mantegna. Andere, zoals de vormgeving van de rand van de balustrade, herinneren aan Donatello. Het altaar dat deze in Padua voor de Basilica di Sant'Antonio maakte, was zeker bekend bij Bellini, wellicht via Mantegna. 